# Зубарев, Михаил Николаевич
Михаил Николаевич Зубарев (1918—1968) — российский художник, живописец, педагог, один из основателей и директор Таганрогской детской художественной школы имени С. И. Блонской (1969—1971).

## Биография
С 1948 года принимал участие в художественных выставках Таганрога.
В 1965 году окончил Московский полиграфический институт.
В 1969 году выступил одним из организаторов и стал первым директором Таганрогской детской художественной школы.
Преподавал рисование в школах Таганрога. Последние годы жизни работал в мастерских Худфонда.